# Tessancourt-sur-Aubette
 Tessancourt-sur-Aubette  es una población y comuna francesa, en la región de Isla de Francia, departamento de Yvelines, en el distrito de Mantes-la-Jolie y cantón de Meulan.

## Demografía
| 356 | 476 | 601 | 607 | 812 | 920 |
| Para los censos de 1962 a 1999 la población legal corresponde a la población sin duplicidades (Fuente: INSEE [Consultar]) |     |     |     |     |     |